# Ainhoa Aldanondo Figuer
Ainhoa Aldanondo Figuer (Saragossa, 1981) és una actriu espanyola de teatre, televisió i cinema.

## Biografia
Ainhoa Aldanondo Figuer és una actriu espanyola. Nascuda a Saragossa d'ascendència basca i aragonesa. Va estudiar ballet clàssic des de petita, des dels 8 anys fins als 19 en el Conservatori de Saragossa i més tard, des dels 19 fins als 25 amb María de Àvila i Ángel del Camp, amb qui va fer els seus primers treballs com a ballarina.
Es va formar com a actriu amb Juan Carlos Corazza i desenvolupa una àmplia experiència teatral amb directors com Joan Ollé, Jesús Castejón, Paco Ortega, Rafael Campos, Juan Carlos Corazza, Fritwin Wagner.
Amb Jesús Arbués va protagonitzar l'espectacle Un dia, una hora, nominat a millor espectacle revelació en els Premis Max, i amb Sergio Peris-Mencheta va coprotagonitzar l'espectacle Incrementum pel qual va ser nominada als premis de la Unión de Actores de Madrid com a millor Actriu.
n 2015 va filmar per al cinema el llargmetratge Soledad, dirigit per Pablo Moreno amb qui ja va treballar en 2013 en Un dios prohibido. En cinema també va participar en l'òpera prkima de Paula Ortiz Álvarez De tu ventana a la mía.
A televisió va participar en sèries com Sin identidad, Hospital Central, Sin tetas no hay paraíso i Hermanos y detectives.
Repeteix en 2016 i 2018 amb Pablo Moreno amb les pel·lícules Poveda i Red de Libertad i en 2017 participa en la seria de televisió produïda per Movistar La Zona. En 2020 represa el teatre, asomiendo el paper protagonista de "Sinvivir" de Miguel Alaejos. Manté una relació amb l'actor català Eduard Fernández i Serrano.

## Teatre
| Any  | Obra                                            | Director               | Notes                                                                             |
| ---- | ----------------------------------------------- | ---------------------- | --------------------------------------------------------------------------------- |
| 2020 | Sinvivir                                        | Miguel Alaejos         |                                                                                   |
| 2016 | Matar a Cervantes                               | Rebeca Ledesma         |                                                                                   |
| 2015 | 2700                                            | Ainhoa Aldanondo       |                                                                                   |
| 2014 | Touché                                          | Juan Carlos Corazza    |                                                                                   |
| 2013 | Alma de Dios                                    | Jesús Castejón         |                                                                                   |
| 2013 | La reina mora                                   | Jesús Castejón         |                                                                                   |
| 2012 | La leyenda del beso                             | Jesús Castejón         |                                                                                   |
| 2011 | Incrementum                                     | Sergio Peris-Mencheta  | Nominada com Millor Actriu de Repartiment per la Unión de Actores y Actrices 2012 |
| 2010 | Junk space                                      | Frithwin Wagner-Lippok |                                                                                   |
| 2010 | Sueño sin título                                | Juan Carlos Corazza    |                                                                                   |
| 2006 | Un día, una hora                                | Jesús Arbúes           | Finalista millor espectacle revelació Premis Max 2006                             |
| 2005 | L'hora en que res ne sabiem els uns dels altres | Joan Ollé              |                                                                                   |
| 2005 | El aniversario                                  | Pilar Laveaga          |                                                                                   |
| 2004 | A lo lejos veo un sueño                         | Alfonso Pablo          |                                                                                   |
| 2003 | Lisístrata                                      | Pilar Laveaga          |                                                                                   |
| 2003 | Las burlas de las Mujeres                       | Pilar Laveaga          |                                                                                   |
| 2002 | Pasiones                                        | Pilar Laveaga          |                                                                                   |
| 2002 | Más o menos Shakespeare                         | Rafael Campos          |                                                                                   |
| 2002 | Farsa de espectros                              | Cristina Yáñez         |                                                                                   |

## Televisió
| Any  | Sèrie                    | Cadena     |
| ---- | ------------------------ | ---------- |
| 2017 | La Zona                  | MoviStar + |
| 2014 | Sin identidad            | Antena 3   |
| 2012 | Hospital Central         | Telecinco  |
| 2009 | Sin tetas no hay paraíso | Telecinco  |
| 2009 | Hermanos y detectives    | Telecinco  |
| 2006 | Alsa Kadula              | Aragón TV  |
| 2006 | Que viene el lobo        | Aragón Tv  |

## Cinema
| Any  | Títol                                 | Director            |
| ---- | ------------------------------------- | ------------------- |
| 2018 | Red de Libertad                       | Pablo Moreno        |
| 2016 | Poveda                                | Pablo Moreno        |
| 2015 | Soledad                               | Pablo Moreno        |
| 2013 | Un Dios prohibido                     | Pablo Moreno        |
| 2011 | De tu ventana a la mía                | Paula Ortiz Álvarez |
| 2011 | ¿Qué os parece si me pongo el pijama? | Miguel Bardem       |
| 2010 | Inmortal                              | Álvaro Moriano      |
| 2009 | Ondas                                 | Fernando Vera       |